# Vietnambevægelsen
 Denne artikel omhandler overvejende eller alene danske forhold. Hjælp gerne med at gøre artiklen mere almen.
Vietnambevægelsen opponerede imod Vietnam-krigen, holdt blandt andet flere demonstrationer på Dag Hammarskjölds Allé foran den amerikanske ambassade. Af fremtrædende medlemmer kan bl.a. nævnes Ebbe Kløvedal Reich. Vietnam-bevægelsen var faktisk en fortsættelse af Kampagnen mod Atomvåben, der led en stille død omkring 1967. Vietnambevægelsen havde en opstartsperiode fra 1965 til 1966, bevægelsen slutter omkring 1976, hvor tilslutningen naturligt nok faldt på grund af Vietnam-krigens afslutning.